# Fontrieu
Fontrieu è un comune francese del dipartimento del Tarn della regione dell'Occitania.
È stato creato il 1º gennaio 2016 dalla fusione dei preesistenti comuni di Castelnau-de-Brassac, Ferrières e Le Margnès.
Il capoluogo è la località di Castelnau-de-Brassac.